# Воронченко, Яков Пархомович
Яков Пархомович Воронченко (укр. Воронченко Яків Пархомович; начало XVII века — 1679 год, Киев) — украинский государственный и военный деятель. Казацкий полковник времен Восстания Хмельницкого 1648 — 1654 годов, Гетманщины и Русско-польской войны 1654—1667 годов. Сподвижник гетмана Петра Дорошенко и полковника Остапа Гоголя.

## Биография
До восстания Богдана Хмельницкого проходил службу в различных подразделениях Речи Посполитой. В 1648 году перешел на сторону восставших казаков. Служил под руководством Богдана Хмельницкого. В 1648 году возглавил Черкасский полк, возглавлял черкасских реестровых казаков в ходе ключевых сражений эпохи восстания Хмельницкого. В 1652 году стал полковником Прилуцкого полка. В 1654 году присягнул московскому царю. 1679 году казнен в Киеве по решению военного суда армии Речи Посполитой.